# Форст (Хунсрюк)
Форст (нем. Forst) — община в Германии, в земле Рейнланд-Пфальц.
Входит в состав района Кохем-Целль. Подчиняется управлению Целль (Мозель). Население составляет 52 человека (на 31 декабря 2010 года). Занимает площадь 3,35 км².